# Зовко, Желяна
Желяна Зовко (хорв. Željana Zovko; род. 25 марта 1970, Мостар) — боснийско-герцеговинский и хорватский дипломат и политический деятель. Член «Хорватского демократического содружества». Депутат Европейского парламента с 2016 года.

## Биография
Получила степень бакалавра с отличием в Университете Северного Лондона по специальности учитель французского языка. Получила степень магистра по французскому языку.
С 1999 по 2001 год работала сотрудником по связям с общественностью в офисе хорватского члена Президиума Боснии и Герцеговины, с 2002 по 2004 год — руководитель офиса.
С 2004 по 2008 год — посол-резидент Боснии и Герцеговины во Франции и одновременно постоянный представитель в ЮНЕСКО в Париже и посол-нерезидент в Алжире, Монако, Андорре и Тунисе. С 2007 по 2015 год — член государственной комиссии по связям с ЮНЕСКО.
С 2008 по 2011 год — посол-резидент Боснии и Герцеговины в Испании и одновременно постоянный представитель при Всемирной туристской организации в Мадриде и посол-нерезидент в Марокко.
С 2012 по 2015 год — советник по иностранным делам председателя Совета министров Боснии и Герцеговины Николы Шпирича.
С мая 2015 года по октябрь 2016 года была послом Боснии и Герцеговины в Италии и одновременно постоянным представителем при Продовольственной и сельскохозяйственной организации ООН, Всемирной продовольственной программе и Международном фонде сельскохозяйственного развития в Риме и послом-нерезидентом в Мальте и Сан-Марино.

## Политическая карьера
В 2012—2015 году была международным секретарём «Хорватского демократического содружества» в Боснии и Герцеговине.
Баллотировалась на выборах в Европейский парламент в Хорватии 2013 года, первых после вступления Хорватии в Европейский союз и на следующих выборах 2014 года от коалиции, возглавляемой «Хорватским демократическим содружеством».
Стала депутатом Европейского парламента в 2016 году после ухода из Европейского парламента в правительство Хорватии Андрея Пленковича и Давора Иво Штира. Впервые избрана от «Хорватского демократического содружества» на выборах 2019 года и переизбрана на выборах 2024 года.
Является заместителем председателя фракции «Европейская народная партия», членом Комитета по иностранным делам и Комитета по рыболовству.

## Награды
В 2012 году король Испании Хуан Карлос I наградил Желяну Зовко Большим белым крестом ордена Военных заслуг.